# Don't cry no tears
Don't cry no tears is een lied dat werd geschreven door Neil Young. Samen met Crazy Horse bracht hij het in 1975 uit op hun album Zuma. Een jaar later verscheen het op een single met Stupid girl op de B-kant.

## Achtergrond
Young schreef de basis voor dit lied meer dan tien jaar eerder, namelijk in 1963 onder de titel I wonder. Vervolgens pakte hij de melodie opnieuw op en maakte hij er het Dylan-achtige Don't pity me baby van. Daarna sleutelde hij er opnieuw aan. Sommige zinnen wijzigden geheel. Een voorbeeld hiervan is het volgende tekstdeel uit 1963:
Well, I never cared too much anyway
Well, I guess that I'll forget her someday
In 1975 is hieruit ontstaan:
Old true love ain't too hard to see
Don't cry no tears around me
Hij voltooide Don't cry no tears kort nadat hij en Carrie Snodgress hun liefdesrelatie hadden beëindigd. Young had moeite met huilende vrouwen. Aan Jimmy McDonough, de schrijver van Youngs biografie Shakey (2002), vertelde hij hierover: "Mom's biggest tool to get me to do things would be to cry ... So now, to this day, if a woman starts crying I can't – I can't – I can't handle it."
In dit nummer werd Young begeleid door Crazy Horse, waar Frank Sampedro als nieuweling was aangetreden op de slaggitaar. Billy Talbot speelde basigitaar en Ralph Molina op de drums.

## Covers
Het nummer werd meermaals gecoverd, waaronder op de B-kanten van singles van de Teenage Fanclub (Everything flows, 1991), Del Amitri (Just like a man, 1992) en The Wedding Present (Go go dancer, 1992).
Verder verschenen versies op muziekalbums van diverse artiesten. Voorbeelden hiervan zijn van Slovenly (We shoot for the moon, 1989), Matthew Sweet (Son of altered beast, 1994), Gosthouse (This note's for you too!, 1999), Allison Moorer (Show, 2003), Constantines (Constantines play Young - Unintended play lightfoot, 2005), Great Lake Swimmers (Borrowed tunes II, 2007), Nils Lofgren (The loner (Nils sings Neil), 2008), David Dondero (A pre-existing condition, 2011).